# Andrzej Pluciński
Andrzej Pluciński (Cracovia, 13 luglio 1915 – Londra, 27 agosto 1963) è stato un cestista polacco.

## Carriera
Ha disputato con la Polonia le Olimpiadi di Berlino 1936, giocando sei partite.